# 陈勃
陈勃（1925年—2015年12月20日），河北阜平人，中国摄影家，《中国摄影》杂志原主编，中国摄影家协会原副主席、顾问。